# AZS Poznań
L'AZS Poznań est un club polonais féminin de basket-ball appartenant à la PLKK, soit le plus haut niveau du championnat polonais. Le club est basé dans la ville de Poznań.

## Palmarès
- Champion de Pologne : 1978

## Entraîneurs successifs
- Depuis ? : Roman Haber